# Dorian Harewood
Willie Dorian Harewood (Dayton, 6 agosto 1950) è un attore e doppiatore statunitense.

## Biografia
L'attore, che ha due fratelli e tre sorelle, è sposato con l'attrice Nancy Harewood, dalla quale ha avuto due figli.

## Filmografia parziale

### Attore

#### Cinema
- Salvate il Gray Lady (Gray Lady Down), regia di David Greene (1978)
- Troppo belle per vivere (Looker), regia di Michael Crichton (1981)
- The Ambush Murders, regia di Steven Hilliard Stern (1982)
- Due vite in gioco (Against All Odds), regia di Taylor Hackford (1984)
- Il gioco del falco (The Falcon and the Snowman), regia di John Schlesinger (1985)
- Full Metal Jacket, regia di Stanley Kubrick (1987)
- Solar Crisis, regia di Richard C. Sarafian (1990)
- A rischio della vita (Sudden Death), regia di Peter Hyams (1995)
- Mistero alle Bermuda (The Triangle), regia di Lewis Teague (2001)
- Gothika, regia di Mathieu Kassovitz (2003)
- Assault on Precinct 13, regia di Jean-François Richet (2005)

#### Televisione
- Radici - Le nuove generazioni (Roots: The Next Generations) – miniserie TV (1979)
- Trauma Center – serie TV, 13 episodi (1983)
- La signora in giallo (Murder, She Wrote) – serie TV, episodio 2x15 (1986)
- La parola ai giurati (12 Angry Men), regia William Friedkin – film TV (1997)
- Walter e Henry (Walter and Henry), regia di Daniel Petrie – film TV (2001)
- Framed - La trappola (Framed), regia di Daniel Petrie Jr. – film TV (2002)
- Ogni libro ha i suoi segreti (Grave Misconduct), regia di Armand Mastroianni – film TV (2008)
- Criminal Minds – serie TV, episodio 15x03 (2020)
- 9-1-1 – serie TV, episodio 5x08 (2021)

### Doppiatore
- Ecco Pippo! (1 episodio, 1993)
- Biker Mice da Marte (1993-1996)
- Space Jam (1996)
- Biker Mice from Mars (2006-2007)
- Manny tuttofare (3 episodi, 2007-2012)

## Doppiatori italiani
Nelle versioni in italiano delle opere in cui ha recitato, Dorian Harewood è doppiato da:
- Sergio Di Giulio in Radici - Le nuove generazioni, Boomtown
- Giorgio Locuratolo in Framed - La trappola, 9-1-1
- Michele Gammino in Salvate il Gray Lady
- Massimo Foschi in Full Metal Jacket
- Diego Reggente in A rischio della vita
- Massimo De Ambrosis in La parola ai giurati
- Nino Prester in Gothika
- Pasquale Anselmo in Assault on Precinct 13
- Paolo Marchese in Private Practice
- Alessandro Ballico in Criminal Minds
- Gerolamo Alchieri in Big Sky

Da doppiatore è sostituito da:
- Fabrizio Vidale in Space Jam
- Gioacchino Maniscalco in Biker Mice da Marte
- Marco Balzarotti in Biker Mice from Mars